# Viola anagae
Viola anagae es una especie de violeta. Es endémica del Macizo de Anaga en la isla de Tenerife (Canarias, España).

## Descripción
V.anagae es un raro endemismo de la isla de Tenerife que sólo puede ser encontrado en los alrededores del Roque Chinobre, siendo la cima de éste el único lugar donde es abundante. Se diferencia de otras especies del género en las islas por ser una planta perenne y rizomatosa, con las hojas suborbiculares dispuestas en rosetas al final de los rizomas. Las flores son azul-violáceas, con un espolón blanco. Las cápsulas son glabrosas. Esta especie se incluye en el Catálogo de Especies Amenazadas de Canarias, como sensible a la alteración de su hábitat, en la isla de Tenerife.

## Taxonomía
Viola anagae fue descrita por Alexander Gilli y publicado en  Feddes Repert. 89: 595, en el año 1978 publ. 1979.
Etimología
Viola,  nombre antiguo de las "violetas" y otras plantas con flores fragantes.
anagae, epíteto geográfico que alude a la zona de Anaga en la isla de Tenerife, donde se localiza esta especie.